# Tamayo (Dominikanska republiken)
Tamayo är en kommun i Dominikanska republiken. Den ligger i provinsen Baoruco, i den sydvästra delen av landet, 130 km väster om huvudstaden Santo Domingo. Antalet invånare i kommunen är cirka 26 800.
Terrängen runt Tamayo är platt åt sydväst, men åt nordost är den kuperad. Runt Tamayo är det ganska tätbefolkat, med 104 invånare per kvadratkilometer. Närmaste större samhälle är Cabral, 16,1 km söder om Tamayo. Omgivningarna runt Tamayo är en mosaik av jordbruksmark och naturlig växtlighet.